# Østerbro Skøjtehal
Østerbro Skøjtehal, var en skøjtehal på Østerbro i København (bygget 1975) og var beliggende i Københavns Idrætspark på P.H. Lings Allé 6 frem til 2008. Den var i 1960 blevet opført som en udendørs kunstbane, men blev sidenhen overdækket med en boblehal. 
Skøjtehallen havde en kapacitet på 1.800, heraf 1.600 siddepladser. Tilskuerrekorden var 2.500 som så KSF mod Rungsted og KSF mod Gladsaxe SF i 1975/1976.  

## Nedrivningen
Parken Sport & Entertainment fik 2007 tilladelse til at udvide Parkens gamle tribune og at købe den historiske Østerbro Skøjtehal for efterfølgende at rive den ned for at opføre en multihal Capinordic Arena med plads til 4.000-5.000 tilskuere ved sportsarrangementer (primært håndboldkampe) og 8.500 tilskuere til kulturarrangementer (primært koncerter). Det lykkedes dog ikke at bygge multiarenaen og tomten efter skøjtehallen står stadigvæk tom og ubenyttet hen.

## Den midlertidige Østre Skøjtehal
Som midlertidig erstatning for den gamle Østerbro Skøjtehal blev en midlertidig telt-boblehal opført i Ryparken på Østerbro i 2008 med tilhørende barakker til omklædning og containere til opbevaring af udstyr. Planen var, at den midlertidige Østre Skøjtehal skulle fungere som hjemsted for københavnske skøjteløbere, og blev således opført til at kunne holde i op til 3 år, indtil den ny multihal stod klar. Under en storm i 2010 blæste hallen dog væk. Ifm. genopbygning af den midlertidige skøjtehal blev boblehallen flyttet til Østre Gasværksgrunden, nærmere betegnet Sionsgade 15. Hallen som oprindeligt var opført til at kunne holde i 3 år var i drift frem til 2021. Nedrivningen af den hidtidige Østre Skøjtehal var tæt på at koste de primære brugere, ishockeyklubben KSF og kunstskøjteklubben SKK, livet; men i 2018 var de blandt landets største ishockey og kunstskøjteklubber - og målt på antal medlemmer per isflade med afstand de største i Danmark.

## Den ny Østerbro Skøjtehal
En permanent skøjtehal på Gasværksgrunden blev endeligt vedtaget af Københavns Kommunes Borgerrepræsentation 2015. Finansieringsmodellen blev vedtaget i 2016. Herefter fulgte et større arbejde med ny lokalplan for Østre Gasværksgrunden samt projektering af den ny Østerbro Skøjtehal. Til trods for at skøjtehallen huser Danmarks tredje største kunstskøjteklub, SKK (kun overgået af Gentofte kunstskøjteklub og Hvidovre Skøjte Klub), samt en af Danmarks største ishockeyklubber, KSF, som ville kunne udfylde 2 isflader, bliver den ny Østerbro Skøjtehal opført med kun 1 isbane. Opførelsen af den ny skøjtehal blev påbegyndt i 2019 og skøjtehalen åbnede i  2021.
55°42′14.4″N 12°34′28.8″Ø / 55.704000°N 12.574667°Ø
|  | Denne artikel om en bygning eller et bygningsværk kan blive bedre, hvis der indsættes et (bedre) billede. Du kan hjælpe ved at afsøge Wikimedia Commons for et passende billede eller lægge et op på Wikimedia Commons med en af de tilladte licenser og indsætte det i artiklen. |